# Phil Dunster
Philip James Dunster (geboren 31 maart 1992) is een Britse acteur. Hij is bekend voor zijn rollen in het Sky One drama Strike Back (2017–2018), de Channel 4 sciencefictionreeks Humans (2018), het ITV komedie-drama The Trouble with Maggie Cole (2020), de Apple TV+ sportserie Ted Lasso (2020–), en de Amazon Prime thriller The Devil's Hour (2022).

## Vroege leven
Dunster werd geboren in Northampton. Hij ging naar de Leighton Park School in Reading. Als kind speelde hij rugby, maar op vijftienjarige leeftijd besefte hij dat hij te klein was na een mislukte try-out met de London Irish. Hij dacht er ook over na om in de voetsporen van zijn vader en broer te treden en in het leger te gaan. Hij volgde een opleiding aan de Bristol Old Vic Theatre School en studeerde af met een Bachelor of Arts in Acting in 2014..

## Carrière
In 2015, speelde Dunster het personage Claudio in de Reading Theatre productie van Much Ado About Nothing, maakte zijn televisiedebuut in de Channel 4 sitcom Catastrophe, en speelde Dickie Baker in de lage budget film The Rise of the Krays, een rol die hij opnieuw zou opnemen in de sequel The Fall of the Krays het jaar daarop.
Dunster schitterde als Arthur in Pink Mist in het Bristol Old Vic en Bush Theater in London, waarvoor hij een Laurence Olivier Award nominatie ontving in 2016. Datzelfde jaar speelde hij in The Entertainer in het Garrick Theater en in twee afleveringen van het Sky One misdaaddrama Stan Lee's Lucky Man.
Van 2017 tot 2018 zat Dunster in de hoofdcast van Strike Back als Lance Corporal Will Jensen in het zesde seizoen van de serie, ook bekend als Strike Back: Retribution, ook op Sky One. Hij had terugkerende rollen in het Sky Atlantic drama Save Me als BJ McGory en het derde seizoen van de Channel 4 sciencefictionserie Humans als Tristan. Hij verscheen ook in de films Megan Leavey, Murder on the Orient Express, en All Is True. In 2019, verscheen hij in de Sky Atlantic miniserie Catherine the Great en de films Judy and The Good Liar.
In 2020 nam Dunster de rol op van Jamie Tartt in deApple TV+ sportkomedie Ted Lasso. Hij speelde ook Jamie Cole in het ITV komedie-drama The Trouble with Maggie Cole en verscheen in de BBC One trilogie Dracula. Hij speelde Mike Stephens in deAmazon Prime thriller The Devil's Hour in 2022.

## Persoonlijk leven
Dunster is voetbalfan en supporter van AFC Wimbledon. Hij heeft een relatie met de filmmaker Eleanor "Ellie" Heydon.

## Filmografie

### Film
| Jaar | Titel                        | Personage              | Nota's   |
| ---- | ---------------------------- | ---------------------- | -------- |
| 2013 | A Film Makers Son            | Big Robbie             |          |
| 2015 | The Rise of the Krays        | Dickie Baker           |          |
| 2015 | Shadows                      | Jogger                 | Kortfilm |
| 2016 | The Fall of the Krays        | Dickie Baker           |          |
| 2017 | Megan Leavey                 | Coletta                |          |
| 2017 | Murder on the Orient Express | Kolonel John Armstrong |          |
| 2018 | All Is True                  | Henry, de Student      |          |
| 2019 | Judy                         | Ben                    |          |
| 2019 | The Good Liar                | Roy Courtnay           |          |

### Televisie
| Jaar         | Titel                        | Personage                  | Nota's                           |
| ------------ | ---------------------------- | -------------------------- | -------------------------------- |
| 2015–2017    | Catastrophe                  | Nico                       | 2 afleveringen                   |
| 2016         | Stan Lee's Lucky Man         | JC                         | 2 afleveringen                   |
| 2017         | Benidorm                     | Ryan                       | 1 aflevering                     |
| 2017         | Man in an Orange Shirt       | Bruno                      | 1 aflevering                     |
| 2017–2018    | Strike Back                  | Lance Corporal Will Jensen | Hoofdrol, 8 afleveringen         |
| 2018         | Save Me                      | BJ McGory                  | Terugkerende rol, 5 afleveringen |
| 2018         | Humans                       | Tristan                    | Terugkerende rol, 6 afleveringen |
| 2018         | No Offence                   | Hoofdinspecteur Pembroke   | 2 afleveringen                   |
| 2019         | Catherine the Great          | Graaf Andreas Razoemovski  | Miniserie, 2 afleveringen        |
| 2020         | Dracula                      | Quincey Morris             | Miniserie, 1 aflevering          |
| 2020         | The Trouble with Maggie Cole | Jamie Cole                 | Hoofdrol, 6 afleveringen         |
| 2020–present | Ted Lasso                    | Jamie Tartt                | Hoofdrol, 26 afleveringen        |
| 2022         | Ten Percent                  | Jordan O’Connor            | 1 aflevering                     |
| 2022         | The Devil's Hour             | Mike Stephens              | Hoofdrol, 6 afleveringen         |

## Toneel
| Jaar | Titel                  | Personage | Auteur              | Regisseur                    | Locatie                                                            |
| ---- | ---------------------- | --------- | ------------------- | ---------------------------- | ------------------------------------------------------------------ |
| 2015 | Much Ado About Nothing | Claudio   | William Shakespeare | Hal Chambers                 | Reading Between the Lines Theatergezelschap (nu RABBLE Theatre)    |
| 2016 | Pink Mist              | Arthur    | Owen Sheers         | George Mann enJohn Retallack | Bush Theatre, Londen en Bristol Old Vic                            |
| 2016 | The Entertainer        | Graham    | John Osborne        | Rob Ashford                  | Kenneth Branagh Theatergezelschapat in het Garrick Theatre, Londen |

## Prijzen en nominaties
| Jaar | Prijs                      | Categerie                                                  | Werk      | Resultaat   |
| ---- | -------------------------- | ---------------------------------------------------------- | --------- | ----------- |
| 2016 | Laurence Olivier Awards    | Uitstekende prestatie in een aangesloten theater           | Pink Mist | Genomineerd |
| 2017 | Off West End Awards        | Beste Mannelijke prestatie in een toneelstuk               | Pink Mist | Genomineerd |
| 2021 | Screen Actors Guild Awards | Uitstekende prestatie door een ensemble in een Comedyserie | Ted Lasso | Genomineerd |
| 2022 | Screen Actors Guild Awards | Uitstekende prestatie door een ensemble in een Comedyserie | Ted Lasso | Gewonnen    |